# Вајскирхен
Вајскирхен (њем. Weiskirchen) општина је у њемачкој савезној држави Сарланд. Једно је од 7 општинских средишта округа Мерциг-Вадерн. Према процјени из 2010. у општини је живјело 6.377 становника. Посједује регионалну шифру (AGS) 10042117.

## Географски и демографски подаци
Вајскирхен се налази у савезној држави Сарланд у округу Мерциг-Вадерн. Општина се налази на надморској висини од 300–700 метара. Површина општине износи 33,6 km². У самом мјесту је, према процјени из 2010. године, живјело 6.377 становника. Просјечна густина становништва износи 190 становника/km².

## Међународна сарадња
| Мјесто  | Држава    | Врста сарадње | Од    |
| ------- | --------- | ------------- | ----- |
|         | Француска | пријатељство  | 2000. |
| Ненцинг | Аустрија  | партнерство   | 1980. |
| Извор   |           |               |       |